# Савицький В'ячеслав Фабіанович
В'ячесла́в Фабіанович Сави́цький  (1902—1965) — генетик і селекціонер родом з Кубанщини. Чоловік генетика Савицької Олени.

## Біографія
В'ячеслав народився в сім'ї ветеринарного лікаря. Його батько Фабіан Клементійович (1876, Санкт-Петербург — 24-25 грудня 1952, Солт-Лейк-Сіті, США) закінчив реальне училище та ветеринарний інститут. Під час Першої світової війни був ветеринарним лікарем 18-го гусарського полку. У березні 1915 року був нагороджений орденом святого Володимира 4-го степеня з мечами й бантом. Дослужився до чину надвірного радника. Після 1917 року опинився в Польщі, під час Другої світової війни переїхав до Німеччини, звідки 1948 року разом з родиною сина емігрував до США. Мати — Ксенія Олексіївна.
Професор Київського та Білоцерківського сільсько-господарських інститутів. На еміграції в Німеччині й США; де працював у The Beet-Sugar Development Foundation і департаменті хліборобства США; учасник численних міжнародних конференцій генетиків, дійсний член УВАН в США.
Савицький вивів і ввів у цукробурякове виробництво США однонасінні сорти цукрового буряка, що мало велике значення для цукрової промисловості США.
Понад 60 наукових праць, серед ін. «Генетика сахарной свеклы» (1940) і численні праці з генетики і селекції цукрового буряка гол. в «Proceedings of American Society of Sugar Beet Technologists».